# Sugar Grove (Illinois)
Pour les articles homonymes, voir Sugar Grove.
Sugar Grove est un village du comté de Kane dans l'Illinois, aux États-Unis,. Situé au sud du comté, en banlieue de Chicago, il est incorporé le 2 juillet 1957.

## Démographie
Lors du recensement de 2010, le village comptait une population de 8 997 habitants. Elle est estimée, en 2016, à 9 573 habitants.

## Source de la traduction
- (en) Cet article est partiellement ou en totalité issu de l’article de Wikipédia en anglais intitulé « Sugar Grove, Illinois » (voir la liste des auteurs).